# Bell X1
Bell X1 is een Ierse rockband afkomstig uit Dublin.

## Geschiedenis
In 2000 bracht Bell X1 zijn debuutalbum Neither Am I uit. Verschillende singles van de groep stonden in de hitlijsten van zowel Ierland als het Verenigd Koninkrijk. Het nummer "Eve, the Apple of My Eye" van het tweede album Music in Mouth werd gebruikt in een aflevering van de Amerikaanse televisieserie The O.C.

## Discografie

### Albums
- 2000: Neither Am I
- 2003: Music in Mouth
- 2005: Flock
- 2007: Tour De Flock
- 2009: Blue Lights on the Runway
- 2011: Bloodless Coup
- 2012: Field Recordings
- 2013: Chop Chop
- 2016: Arms